# Liste der Nummer-eins-Hits in Österreich (1998)
Diese Liste enthält alle Nummer-eins-Hits in Österreich im Jahr 1998. Sie basiert auf den Top 75 der österreichischen Charts bei den Singles und bei den Alben. Es gab in diesem Jahr 11 Nummer-eins-Singles und 14 Nummer-eins-Alben.

## Singles
| ← 1997 ← | Liste der Nummer-eins-Hits in Österreich | Liste der Nummer-eins-Hits in Österreich | Liste der Nummer-eins-Hits in Österreich | 1999 →                    |
| \| Zeitraum \| Wo. ges. \| Interpret \| Titel Autor(en) \| Zusätzliche Informationen \| \| (Zeitraum, Wochen auf Platz eins, Interpret, Titel, Autor[en], zusätzliche Informationen) \| \| \| \| \| \| ----------------------------------------------------------------------------------------- \| -------- \| --------------------------------------- \| -------------------------------------------------------------------------------------------------------------------------------------------------------- \| ------------------------- \| \| 28. September 1997 – 31. Januar 1998 18 Wochen \| 18 \| Elton John \| Something About the Way You Look Tonight / Candle in the Wind ’97 Elton John, Bernie Taupin \| – \| \| 1. Februar 1998 – 14. Februar 1998 2 Wochen \| 2 \| Midge Ure \| Breathe Midge Ure \| – \| \| 15. Februar 1998 – 21. März 1998 5 Wochen \| 5 \| Céline Dion \| My Heart Will Go On Will Jennings, James Horner \| – \| \| 22. März 1998 – 16. Mai 1998 8 Wochen \| 8 \| Wes \| Alane Musik: Michel Eugene Raymond Sanchez; Text: Wes Madiko \| – \| \| 17. Mai 1998 – 23. Mai 1998 1 Woche \| 1 \| Die Ärzte \| Ein Schwein namens Männer Farin Urlaub \| – \| \| 24. Mai 1998 – 1. August 1998 10 Wochen \| 10 \| Los Umbrellos \| No tengo dinero Manos Hadjidakis \| – \| \| 2. August 1998 – 8. August 1998 1 Woche (insgesamt 3) \| 3 \| Pras Michel feat. ODB & introducing Mýa \| Ghetto Supastar (That Is What You Are) Nel Wyclef Jean, Samuel Prakazrel Michel, Russell T. Jones, Barry Alan Gibb, Robin Hugh Gibb, Maurice Ernest Gibb \| – \| \| 9. August 1998 – 15. August 1998 1 Woche (insgesamt 3) \| 3 \| Des’ree \| Life Prince Sampson, Desree Annette Weekes \| – \| \| 16. August 1998 – 22. August 1998 1 Woche (insgesamt 3) \| 3 \| Pras Michel feat. ODB & introducing Mýa \| Ghetto Supastar (That Is What You Are) Nel Wyclef Jean, Samuel Prakazrel Michel, Russell T. Jones, Barry Alan Gibb, Robin Hugh Gibb, Maurice Ernest Gibb \| – \| \| 23. August 1998 – 5. September 1998 2 Wochen (insgesamt 3) \| 3 \| Des’ree \| Life Prince Sampson, Desree Annette Weekes \| – \| \| 6. September 1998 – 12. September 1998 1 Woche \| 1 \| Pras Michel feat. ODB & introducing Mýa \| Ghetto Supastar (That Is What You Are) Nel Wyclef Jean, Samuel Prakazrel Michel, Russell T. Jones, Barry Alan Gibb, Robin Hugh Gibb, Maurice Ernest Gibb \| – \| \| 13. September 1998 – 31. Oktober 1998 7 Wochen \| 7 \| Aerosmith \| I Don’t Want to Miss a Thing Diane Eve Warren \| – \| \| 1. November 1998 – 12. Dezember 1998 6 Wochen \| 6 \| Oli.P \| Flugzeuge im Bauch Herbert Grönemeyer \| – \| \| 13. Dezember 1998 – 30. Januar 1999 7 Wochen \| 7 \| Emilia \| Big Big World Emilia Hanna Rydberg, Lars Olof Stig Andersson \| – \| |                                          |                                          | |                           |
| ← 1997 |                                          |                                          | | → 1999 →                  |
| Zeitraum | Wo. ges.                                 | Interpret                                | Titel Autor(en) | Zusätzliche Informationen |
| (Zeitraum, Wochen auf Platz eins, Interpret, Titel, Autor[en], zusätzliche Informationen) |                                          |                                          | |                           |
| 28. September 1997 – 31. Januar 1998 18 Wochen | 18                                       | Elton John                               | Something About the Way You Look Tonight / Candle in the Wind ’97 Elton John, Bernie Taupin                                                              | –                         |
| 1. Februar 1998 – 14. Februar 1998 2 Wochen | 2                                        | Midge Ure                                | Breathe Midge Ure | –                         |
| 15. Februar 1998 – 21. März 1998 5 Wochen | 5                                        | Céline Dion                              | My Heart Will Go On Will Jennings, James Horner | –                         |
| 22. März 1998 – 16. Mai 1998 8 Wochen | 8                                        | Wes                                      | Alane Musik: Michel Eugene Raymond Sanchez; Text: Wes Madiko                                                                                             | –                         |
| 17. Mai 1998 – 23. Mai 1998 1 Woche | 1                                        | Die Ärzte                                | Ein Schwein namens Männer Farin Urlaub | –                         |
| 24. Mai 1998 – 1. August 1998 10 Wochen | 10                                       | Los Umbrellos                            | No tengo dinero Manos Hadjidakis | –                         |
| 2. August 1998 – 8. August 1998 1 Woche (insgesamt 3) | 3                                        | Pras Michel feat. ODB & introducing Mýa  | Ghetto Supastar (That Is What You Are) Nel Wyclef Jean, Samuel Prakazrel Michel, Russell T. Jones, Barry Alan Gibb, Robin Hugh Gibb, Maurice Ernest Gibb | –                         |
| 9. August 1998 – 15. August 1998 1 Woche (insgesamt 3) | 3                                        | Des’ree                                  | Life Prince Sampson, Desree Annette Weekes | –                         |
| 16. August 1998 – 22. August 1998 1 Woche (insgesamt 3) | 3                                        | Pras Michel feat. ODB & introducing Mýa  | Ghetto Supastar (That Is What You Are) Nel Wyclef Jean, Samuel Prakazrel Michel, Russell T. Jones, Barry Alan Gibb, Robin Hugh Gibb, Maurice Ernest Gibb | –                         |
| 23. August 1998 – 5. September 1998 2 Wochen (insgesamt 3) | 3                                        | Des’ree                                  | Life Prince Sampson, Desree Annette Weekes | –                         |
| 6. September 1998 – 12. September 1998 1 Woche | 1                                        | Pras Michel feat. ODB & introducing Mýa  | Ghetto Supastar (That Is What You Are) Nel Wyclef Jean, Samuel Prakazrel Michel, Russell T. Jones, Barry Alan Gibb, Robin Hugh Gibb, Maurice Ernest Gibb | –                         |
| 13. September 1998 – 31. Oktober 1998 7 Wochen | 7                                        | Aerosmith                                | I Don’t Want to Miss a Thing Diane Eve Warren | –                         |
| 1. November 1998 – 12. Dezember 1998 6 Wochen | 6                                        | Oli.P                                    | Flugzeuge im Bauch Herbert Grönemeyer | –                         |
| 13. Dezember 1998 – 30. Januar 1999 7 Wochen | 7                                        | Emilia                                   | Big Big World Emilia Hanna Rydberg, Lars Olof Stig Andersson                                                                                             | –                         |

## Alben
| ← 1997 ← | Liste der Nummer-eins-Alben in Österreich | Liste der Nummer-eins-Alben in Österreich | Liste der Nummer-eins-Alben in Österreich | 1999 →                    |
| \| Zeitraum \| Wo. ges. \| Interpret \| Titel \| Zusätzliche Informationen \| \| (Zeitraum, Wochen auf Platz eins, Interpret, Titel, zusätzliche Informationen) \| \| \| \| \| \| ------------------------------------------------------------------------------ \| -------- \| --------------------------- \| -------------------------------------- \| ------------------------- \| \| 7. Dezember 1997 – 3. Januar 1998 4 Wochen \| 4 \| Céline Dion \| Let’s Talk About Love \| – \| \| 4. Januar 1998 – 31. Januar 1998 4 Wochen \| 4 \| Albano Carrisi \| Il concerto classico \| – \| \| 1. Februar 1998 – 14. März 1998 6 Wochen \| 6 \| (Soundtrack / James Horner) \| Titanic: Music from the Motion Picture \| – \| \| 15. März 1998 – 11. April 1998 4 Wochen \| 4 \| Falco \| Out of the Dark (Into the Light) \| – \| \| 12. April 1998 – 25. April 1998 2 Wochen \| 2 \| Austria 3 \| Austria 3 – Live \| – \| \| 26. April 1998 – 2. Mai 1998 1 Woche (insgesamt 2) \| 2 \| Modern Talking \| Back for Good \| – \| \| 3. Mai 1998 – 16. Mai 1998 2 Wochen \| 2 \| Herbert Grönemeyer \| Bleibt alles anders \| – \| \| 17. Mai 1998 – 23. Mai 1998 1 Woche (insgesamt 2) \| 2 \| Modern Talking \| Back for Good \| – \| \| 24. Mai 1998 – 30. Mai 1998 1 Woche \| 1 \| Lenny Kravitz \| 5 \| – \| \| 31. Mai 1998 – 4. Juli 1998 5 Wochen \| 5 \| Simply Red \| Blue \| – \| \| 5. Juli 1998 – 15. August 1998 6 Wochen \| 6 \| Austria 3 \| Live Vol. 2 \| – \| \| 16. August 1998 – 12. September 1998 4 Wochen \| 4 \| (Soundtrack) \| Armageddon \| – \| \| 13. September 1998 – 26. September 1998 2 Wochen \| 2 \| Die Schlümpfe \| Fette Fete! Vol. 7 \| – \| \| 27. September 1998 – 7. November 1998 6 Wochen \| 6 \| Bee Gees \| One Night Only \| – \| \| 8. November 1998 – 14. November 1998 1 Woche \| 1 \| R.E.M. \| Up \| – \| \| 15. November 1998 – 6. Februar 1999 12 Wochen \| 12 \| U2 \| The Best of 1980–1990 \| – \| |                                           |                                           |                                           |                           |
| ← 1997 |                                           |                                           |                                           | → 1999 →                  |
| Zeitraum | Wo. ges.                                  | Interpret                                 | Titel                                     | Zusätzliche Informationen |
| (Zeitraum, Wochen auf Platz eins, Interpret, Titel, zusätzliche Informationen) |                                           |                                           |                                           |                           |
| 7. Dezember 1997 – 3. Januar 1998 4 Wochen | 4                                         | Céline Dion                               | Let’s Talk About Love                     | –                         |
| 4. Januar 1998 – 31. Januar 1998 4 Wochen | 4                                         | Albano Carrisi                            | Il concerto classico                      | –                         |
| 1. Februar 1998 – 14. März 1998 6 Wochen | 6                                         | (Soundtrack / James Horner)               | Titanic: Music from the Motion Picture    | –                         |
| 15. März 1998 – 11. April 1998 4 Wochen | 4                                         | Falco                                     | Out of the Dark (Into the Light)          | –                         |
| 12. April 1998 – 25. April 1998 2 Wochen | 2                                         | Austria 3                                 | Austria 3 – Live                          | –                         |
| 26. April 1998 – 2. Mai 1998 1 Woche (insgesamt 2) | 2                                         | Modern Talking                            | Back for Good                             | –                         |
| 3. Mai 1998 – 16. Mai 1998 2 Wochen | 2                                         | Herbert Grönemeyer                        | Bleibt alles anders                       | –                         |
| 17. Mai 1998 – 23. Mai 1998 1 Woche (insgesamt 2) | 2                                         | Modern Talking                            | Back for Good                             | –                         |
| 24. Mai 1998 – 30. Mai 1998 1 Woche | 1                                         | Lenny Kravitz                             | 5                                         | –                         |
| 31. Mai 1998 – 4. Juli 1998 5 Wochen | 5                                         | Simply Red                                | Blue                                      | –                         |
| 5. Juli 1998 – 15. August 1998 6 Wochen | 6                                         | Austria 3                                 | Live Vol. 2                               | –                         |
| 16. August 1998 – 12. September 1998 4 Wochen | 4                                         | (Soundtrack)                              | Armageddon                                | –                         |
| 13. September 1998 – 26. September 1998 2 Wochen | 2                                         | Die Schlümpfe                             | Fette Fete! Vol. 7                        | –                         |
| 27. September 1998 – 7. November 1998 6 Wochen | 6                                         | Bee Gees                                  | One Night Only                            | –                         |
| 8. November 1998 – 14. November 1998 1 Woche | 1                                         | R.E.M.                                    | Up                                        | –                         |
| 15. November 1998 – 6. Februar 1999 12 Wochen | 12                                        | U2                                        | The Best of 1980–1990                     | –                         |

## Jahreshitparaden
| ← 1997 ← | Liste der Nummer-eins-Hits in Österreich | Liste der Nummer-eins-Hits in Österreich                           | Liste der Nummer-eins-Hits in Österreich | 1999 →   |
| \| Singles \| Position# \| Alben \| \| ------------------------------------------------------------------------------------------------------------------------------------------------------------------------------------------------ \| --------- \| ------------------------------------------------------------------ \| \| No tengo dinero Los Umbrellos Manos Hadjidakis \| 1 \| Titanic: Music from the Motion Picture (Soundtrack / James Horner) \| \| My Heart Will Go On Céline Dion Will Jennings, James Horner \| 2 \| Austria 3 – Live Austria 3 \| \| Alane Wes Musik: Michel Eugene Raymond Sanchez; Text: Patrice Eric Delacour \| 3 \| Out of the Dark (Into the Light) Falco \| \| Ghetto Supastar (That Is What You Are) Pras Michel feat. ODB & introducing Mýa Nel Wyclef Jean, Samuel Prakazrel Michel, Russell T. Jones, Barry Alan Gibb, Robin Hugh Gibb, Maurice Ernest Gibb \| 4 \| Let’s Talk About Love Céline Dion \| \| Flugzeuge im Bauch Oli.P Herbert Grönemeyer \| 5 \| Back for Good Modern Talking \| \| I Don’t Want to Miss a Thing Aerosmith Diane Eve Warren \| 6 \| Eros Eros Ramazzotti \| \| Life Des’ree Prince Sampson, Desree Annette Weekes \| 7 \| Ray of Light Madonna \| \| Stand by Me 4 the Cause Ben E. King, Jerry Leiber, Mike Stoller \| 8 \| Blue Simply Red \| \| Something About the Way You Look Tonight / Candle in the Wind ’97 Elton John Elton John, Bernie Taupin \| 9 \| Il concerto classico Albano Carrisi \| \| It’s Like That Run-D.M.C. vs. Jason Nevins Lawrence Smith, Joseph Ward Simmons, Darryl Matthews McDaniels \| 10 \| Live Vol. 2 Austria 3 \| |                                          |                                                                    |                                          |          |
| ← 1997 |                                          |                                                                    |                                          | → 1999 → |
| Singles | Position#                                | Alben                                                              |                                          |          |
| No tengo dinero Los Umbrellos Manos Hadjidakis | 1                                        | Titanic: Music from the Motion Picture (Soundtrack / James Horner) |                                          |          |
| My Heart Will Go On Céline Dion Will Jennings, James Horner | 2                                        | Austria 3 – Live Austria 3                                         |                                          |          |
| Alane Wes Musik: Michel Eugene Raymond Sanchez; Text: Patrice Eric Delacour | 3                                        | Out of the Dark (Into the Light) Falco                             |                                          |          |
| Ghetto Supastar (That Is What You Are) Pras Michel feat. ODB & introducing Mýa Nel Wyclef Jean, Samuel Prakazrel Michel, Russell T. Jones, Barry Alan Gibb, Robin Hugh Gibb, Maurice Ernest Gibb | 4                                        | Let’s Talk About Love Céline Dion                                  |                                          |          |
| Flugzeuge im Bauch Oli.P Herbert Grönemeyer | 5                                        | Back for Good Modern Talking                                       |                                          |          |
| I Don’t Want to Miss a Thing Aerosmith Diane Eve Warren | 6                                        | Eros Eros Ramazzotti                                               |                                          |          |
| Life Des’ree Prince Sampson, Desree Annette Weekes | 7                                        | Ray of Light Madonna                                               |                                          |          |
| Stand by Me 4 the Cause Ben E. King, Jerry Leiber, Mike Stoller | 8                                        | Blue Simply Red                                                    |                                          |          |
| Something About the Way You Look Tonight / Candle in the Wind ’97 Elton John Elton John, Bernie Taupin | 9                                        | Il concerto classico Albano Carrisi                                |                                          |          |
| It’s Like That Run-D.M.C. vs. Jason Nevins Lawrence Smith, Joseph Ward Simmons, Darryl Matthews McDaniels | 10                                       | Live Vol. 2 Austria 3                                              |                                          |          |